# Fu Mingxia
Fu Mingxia (chiń. 伏明霞; pinyin Fú Míngxiá; ur. 16 sierpnia 1978 w Wuhanie) – chińska skoczkini do wody, czterokrotna mistrzyni olimpijska.
W wieku 5 lat zaczęła trenować gimnastykę w Winhan Spare-Time Sports School. Dwa lata później zmieniła dyscyplinę na skoki do wody. W 1987 była członkiem reprezentacji prowincji Hubei w skokach do wody. W 1990 rozpoczęła intensywne treningi w kadrze narodowej Chin pod kierunkiem trenera Xu Yiminga. W 1991 wystartowała w mistrzostwach świata w Perth zdobywając złoty medal w konkurencji skoków z wieży 10 m. Dzięki temu zwycięstwu stała się najmłodszym w historii mistrzem świata w pływaniu.
W 1992 na igrzyskach w Barcelonie ponownie stanęła na najwyższym stopniu podium. Złoto to zdobyła w wieku 13 lat i 353 dni, stając się drugą w historii, po Marjorie Gestring (13 lat 267 dni), najmłodszą mistrzynią olimpijską w skokach do wody kobiet. W 1994 na mistrzostwach świata odbywających się w Rzymie zdobyła złoto w skokach z wieży.
W ramach igrzysk w Atlancie wystartowała w dwóch konkurencjach: skokach z trampoliny 3m i wieży. W obydwu konkursach okazała się bezkonkurencyjna zdobywając dwa złote medale. Na kolejnych igrzyskach (rozgrywanych w Sydney w 2000 roku) ponownie zdobyła dwa medale: złoty w skokach z trampoliny 3 m i srebrny w parze z Guo Jingjing w skokach synchronicznych z trampoliny 3 m.
Zdobywając złote medale na trzech kolejnych igrzyskach olimpijskich stała się pierwszą skoczkinią, której udał się taki wyczyn. Jest także najbardziej utytułowaną (5 medali, w tym 4 złote) zawodniczką w historii skoków do wody na letnich igrzyskach olimpijskich.
Po igrzyskach w Sydney zakończyła karierę i osiedliła się w Hongkongu.
W 2005 została przyjęta w poczet członków International Swimming Hall of Fame.